# Тишково (Астраханская область)
Тишково — село в Володарском районе Астраханской области России. Является административным центром Тишковского сельсовета.

## История
В «Списке населенных мест Российской империи» 1859 года Тишков упомянут как временное поселение при казённом рыбном заводе Астраханского уезда (2-го стана) на берегу Каспийского моря, расположенное в 118 верстах от губернского города Астрахани.

## География
Село находится в юго-восточной части Астраханской области, на левом берегу Тишковского канала дельты реки Волги, на расстоянии примерно 40 километров (по прямой) к юго-юго-востоку (SSE) от посёлка Володарский, административного центра района. Абсолютная высота — 26 метров ниже уровня моря.
Климат
Умеренный, резко континентальный, характеризуется высокими температурами летом и низкими — зимой, малым количеством осадков, а также большими годовыми и летними суточными амплитудами температуры воздуха.

## Население
| 1859 | 2002  | 2010  |
| ---- | ----- | ----- |
| 543  | ↗1867 | ↘1638 |

Национальный и гендерный состав
По данным 1859 года в Тишкове насчитывалось 104 двора и проживало 543 человека (263 мужчины и 280 женщин). По данным Всероссийской переписи, в 2010 году численность населения села составляла 1638 человек (775 мужчин и 863 женщины).
Согласно результатам переписи 2002 года, в национальной структуре населения русские составляли 95 %.
| Национальность | Численность (2010) | Процент |
| -------------- | ------------------ | ------- |
| Русские        | 1553               | 95,2%   |
| Казахи         | 52                 | 3,2%    |
| Татары         | 6                  | 0,4%    |
| Узбеки         | 5                  | 0,3%    |
| Табасараны     | 4                  | 0,2%    |
| Даргинцы       | 3                  | 0,2%    |
| Не указана     | 9                  | 0,6%    |
| Всего          | 1632               | 100%    |

## Инфраструктура
В селе находятся средняя общеобразовательная школа, детский сад, участковая больница (филиал ГБУЗ АО «Володарская ЦРБ»), дом культуры, библиотека и отделение Почты России.

## Транспорт
В селе завершается автодорога регионального значения 12 ОП РЗ 12К 039 Автодорога Бирюковка -
Тишково. Имеются остановка общественного транспорта и паромная переправа с селом Форпост Староватаженский.

## Улицы
Уличная сеть села состоит из 15 улиц.